# Cyclica frondaria
Cyclica frondaria là một loài bướm đêm trong họ Geometridae.